# 石榴石 (加利福尼亞州)
石榴石（英語：Garnet）是位於美國加利福尼亞州河濱縣的一個人口普查指定地區。

## 地理
石榴石的座標為33°55′08″N 116°29′23″W / 33.91889°N 116.48972°W，而該地最高點為海拔高度243米（即797英尺）。

## 人口
根據2010年美國人口普查的數據，石榴石的面積為29.591平方千米，當中陸地面積為29.241平方千米，而水域面積為0.350平方千米。當地共有人口7543人，而人口密度為每平方千米254人。